# کلودیو بورگی
کلودیو دنیل بورگی بیدوس (اسپانیایی: Claudio Daniel Borghi Bidos‎؛ زادهٔ ۲۶ سپتامبر ۱۹۶۴) بازیکن فوتبال اهل آرژانتین است.

## باشگاهی
از باشگاه‌هایی که در آن بازی کرده‌است می‌توان به باشگاه فوتبال آرژانتینوس جونیورز، میلان، کومو، ریور پلاته، فلامینگو، اتلتیکو ایندپندینته، اتلتیکو هوراکان و کولو-کولو اشاره کرد.

## تیم ملی
وی همچنین در تیم ملی فوتبال آرژانتین بازی کرده‌است.